# جيلبرت دوكلو لاسال
جيلبرت دوكلو لاسال (بالفرنسية: Gilbert Duclos-Lassalle)‏ مواليد 25 أغسطس 1954 في فرنسا، هو دراج فرنسي سابق في صنف سباق الدراجات على الطريق.

## سجل المراكز
- حقق المركز الـ 46 في سباق طواف فرنسا 1979
- حقق المركز الـ 28 في سباق طواف فرنسا 1981
- حقق المركز الـ 60 في سباق طواف فرنسا 1982
- حقق المركز الـ 61 في سباق طواف فرنسا 1985
- حقق المركز الـ 80 في سباق طواف فرنسا 1987
- حقق المركز الـ 36 في سباق طواف فرنسا 1988

## روابط خارجية
- جيلبرت دوكلو لاسال على موقع أرشيف الدراجات (الإنجليزية)
- جيلبرت دوكلو لاسال على موقع إحصائيات الدراجات الإحترافية (الإنجليزية)
- جيلبرت دوكلو لاسال على موقع CycleBase (الإنجليزية)